# カール・グリューン

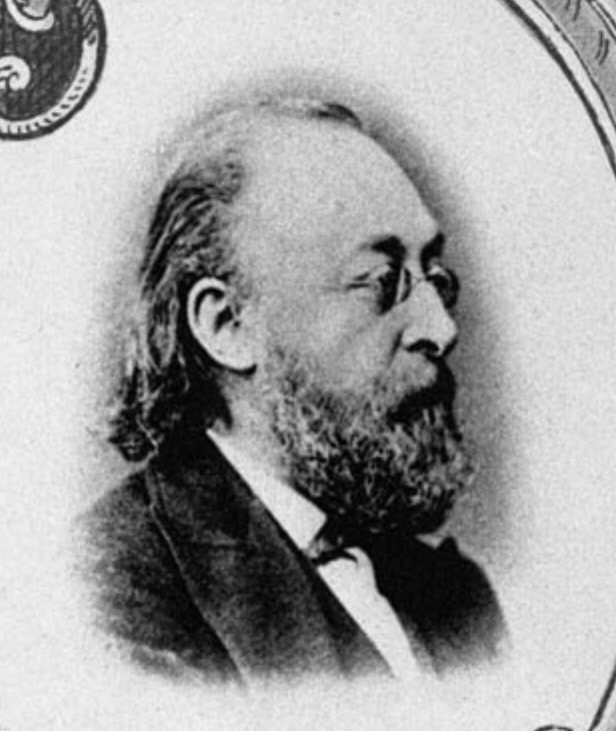
カール・グリューン

カール・テオドーア・フェルディナント・グリューン（Karl Theodor Ferdinand Grün, 1813年9月30日 - 1887年2月18日）はドイツのジャーナリスト、左翼民主主義者、哲学者。

## 生涯
ノルトライン＝ヴェストファーレン州のザウアーラントにあるリューデンシャイト (Lüdenscheid) に生まれる。父は小学校の教師であった。ヘッセン州ヴェッツラーのギムナジウムに通っていた頃は校内で週刊新聞を発行したこともある。1835年に卒業後、ボン大学で哲学とプロテスタント神学を研究する。ボンではカール・マルクスと知り合っている。1838年にベルリンへ移り文献学と哲学を学び、最初はヘーゲル左派の影響を受ける。
1839年には最初の著作『バルト海沿岸とライン川への旅』(Wanderungen Ostsee und Rhein) が公刊され、カール・グツコーに捧げられた。1843年6月から家族とともにケルンに住み、モーゼス・ヘスなどの社会主義者たちと交際する。その頃ルートヴィヒ・アンドレアス・フォイエルバッハの考えを採り入れて「真正社会主義」(Wahren Sozialismus) を唱え始める。ヴェーゼルで『Der Sprecher』紙を編集し、ついで『トリーア新聞』(Triererischen Zeitung) を機関紙として発行するが、新聞全体の急進的な傾向がたたって1844年に発行停止処分を受け、グリューンはプロイセン政府に追放された。ブリュッセルでフェルディナント・フライリヒラートと出会い、パリでは初期社会主義者、特にピエール・ジョゼフ・プルードンに接近した。
1848年以降の革命期にはドイツに戻り、1849年にはプロイセン国会に選出され、極左グループに所属した。プリュムにあった武器貯蔵庫襲撃に関与したとして起訴されるが、8か月間の拘留の末、無罪判決が出て釈放された。1850年からブリュッセルで著述活動に従事し、1861年にはドイツに帰国して1862年からフランクフルト・アム・マインで新聞記事を書いたり学校で文学史を講じたりする。1865年にはハイデルベルクへ移住。1866年を中心に、反プロイセン闘争に従事している。1868年からウィーンに定住し、フォイエルバッハの遺稿の刊行に携わった。ウィーンで没した。
マルクスやフリードリヒ・エンゲルスによって『ドイツ・イデオロギー』『共産党宣言』の中で批判された社会主義者の一人であり、彼の主著である『フランスとベルギーの社会運動』（Die socialen Bewegungen in Frankreich und Belgien, 1845年）をめぐって論戦が行われている。グリューンには他にフリードリヒ・フォン・シラー、ヨハン・ヴォルフガング・フォン・ゲーテ、フォイエルバッハについての著作がある。